# 安田財閥
安田財閥（やすだざいばつ）は、富山県出身の安田善次郎が設立した財閥である。日本の四大財閥の一つ。金融部門の絶対的な優位性を持つことから「金融財閥」とも呼ばれる。安田財閥の金融資本は他の財閥の追随を許さず、日本で最大の規模を誇っていた。

## 沿革

### 奉公人からの出発
20歳で奉公人として江戸に出た安田善次郎が、26歳の1866年（慶応2年）に両替専業の安田商店を日本橋小舟町に開業。幕府の御用両替を軸に巨利を得る。
明治維新に至ると、当時まだ信頼を得ていない額面割れした明治政府の太政官札に対する正金貸付業務を積極的に行い、大量の太政官札を収集。1869年（明治2年）に至り正金金札等価通用布告がなされ、額面引き換えにより更なる巨万の利益を得ることになる。1876年（明治9年）に第三国立銀行を設立し、安田商店と並立させ金融業務の覇権を担う別組織として設置、1880年（明治13年）には安田商店を安田銀行（後の富士銀行、現・みずほ銀行）に改組する。安田銀行は、諸官庁の両替及び金銀取り扱いの御用達となり、無利子で官金を引き受け運用し業務を拡大した。

### 財閥としての飛躍
1887年（明治20年）に安田保善社（現安田不動産）を設立して財閥の要とし、銀行業以外への拡張を開始、釧路硫黄山（鉱山）と釧路鉄道、函館倉庫にまで手を広げた。とくに硫黄は火薬の原料として海外に向けて輸出しその資金が財閥の基礎を築くに至る。1893年（明治26年）に帝国海上保険を設立し、損保業務の充実をはかり、翌1894年（明治27年）に共済五百名社を共済生命保険に改組し生保業務も盤石を期した。同年には海運会社安田運搬事務所を設立している。1896年（明治29年）には不動産業務の東京建物を設立し、翌1897年（明治30年）に国産の洋釘を製造するために安田製釘所（現安田工業）を設立した。同年、後の太平洋興発(三井財閥傍系)の前身となる安田炭鉱を釧路に設置した。1899年（明治32年）には拡大した事業を統括するために安田商事を設立し統率をとり、同年紡績業務として西成紡績所を設置した。
1904年（明治37年）、関西の松本財閥破綻処理を政府に要請されるも、不採算と判断し拒絶するが、「天皇の意向」と政府に言い含められ、強引に引き受けさせられる。
松本財閥の基幹銀行である百三十銀行の建て直しに際しては、日本銀行の特別貸付600万円を受けたため国民の非難を受けたが、元利そろえて返済したところ、安田財閥には、27万円の損害が残った。（『富の活動』第四編）
- 釧路硫黄鉱山の硫黄採掘は集治監の囚人が酷使され多くの犠牲者を出した。

- 安田財閥の発展を見るとき、安田善次郎の同郷の人である浅野総一郎（浅野財閥創始者）を無くして語ることはできない。無一文から立ち上がった浅野総一郎に対する善次郎の助力は並外れており、浅野財閥自体が安田財閥の事業部門であるかの如く、鶴見埋立匿名組合（後の東亜建設工業）による京浜地区浚渫埋立事業(浅野埋立)や[注 1]、浅野セメント（後の日本セメント、現太平洋セメント）や日本鋼管（現JFEスチール）への出資など、数々の事業に対する投資を惜しまなかった[9]。安田善次郎は卓越した金銭感覚と、成功しない事業と断定した者に対する厳しさから「天下一のしまり屋」として知られており、浅野に対する投資は他の一般投資とは一線を画していた[10]。

### 善次郎からの脱却

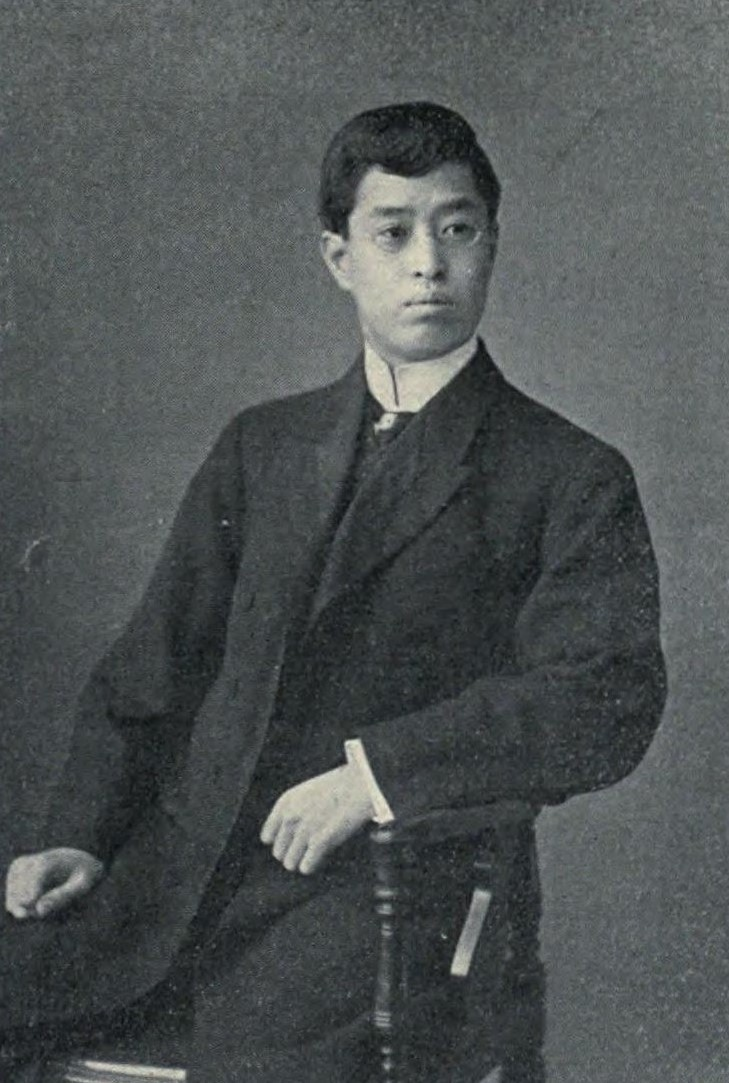
安田善之助

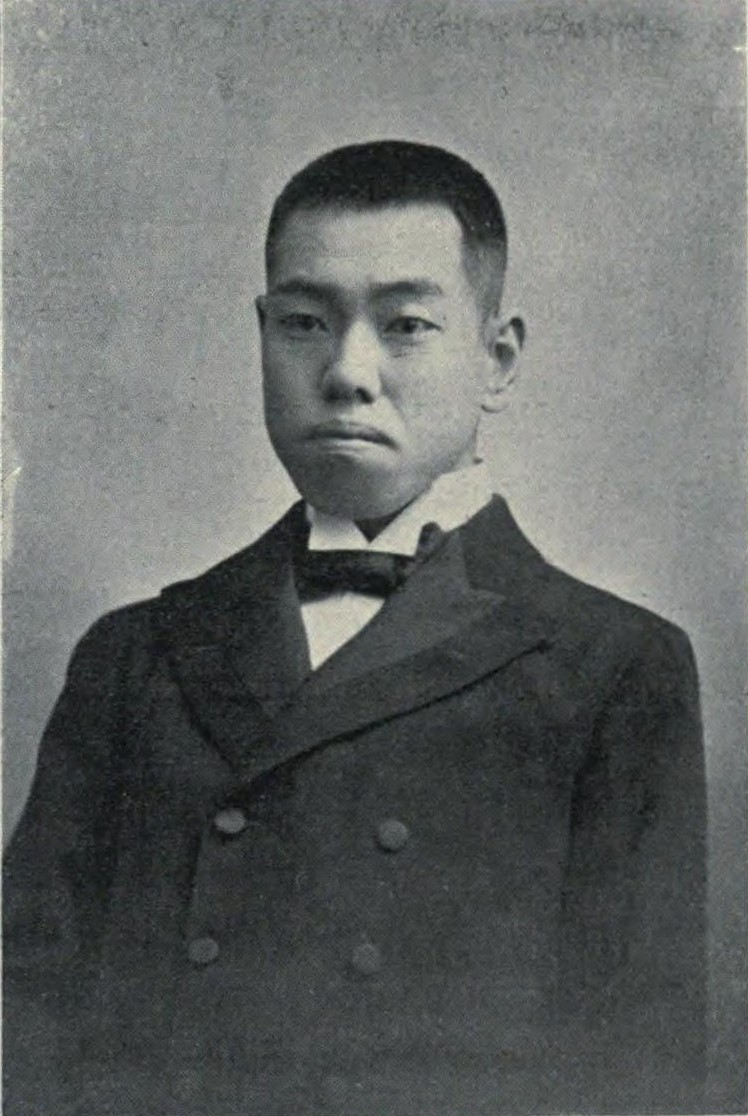
安田善三郎

1909年（明治42年）、安田善次郎が一線を退き、番頭であり次女の婿である安田善三郎（伊臣貞太郎）が経営を主導する。そして1911年（明治44年）に安田銀行と安田商事を合併、株式会社安田銀行とし、銀行の近代化を図る。しかし、1919年（大正8年）に善次郎と善三郎の経営に対する確執（日本鋼管に対する支配強化を主張する善三郎と、浅野総一郎を尊重する善次郎）から、安田善三郎が安田家を去る。事態の収拾をはかるため善次郎が安田家内で理事職を分担し、集団指導体制を敷く。
1921年（大正10年）に安田善次郎が凶刃に倒れ、安田家に混乱が起こるが、長男の安田善之助が二代目善次郎を襲名し、番頭に日本銀行大阪支店の結城豊太郎を抜擢。結城は安田財閥の組織変革と人材の刷新を断行し安田銀行とその傘下15行を揺るぎない組織に仕立てたが、1929年（昭和4年）にまたもや安田家との確執から結城が解任され、元台湾銀行頭取の森広蔵を番頭に抜擢する。1936年（昭和11年）に二代目善次郎が急死し、その長男である安田一が安田保善社総長に就く。そして、1940年（昭和15年）に、森は安田銀行副頭取から退き、安田財閥は徐々に安田一を中心とする体制へと移行するが、程なく終戦を迎える。

### 一族支配から企業集団へ
戦後の1945年（昭和20年）10月15日、理事会で安田保善社の解散が決定されていたものの、最終的には1946年（昭和21年）、GHQによる「財閥解体」により安田保善社が財閥本社に認定されたことで解散。安田家に対しては財閥家族として認定し、資産凍結とともに持ち株の放出を命じ、更に関連会社役員への就職制限までも行われた。
しかし、日本の主権回復後、安田家は安田関連会社への就職制限を解かれ、安田銀行の後身である富士銀行を中核として、芙蓉グループを形成した。安田財閥は企業集団としての復活はみたが、同族経営による支配体制ではなくなった。

## 旧財閥系列の系譜をくむ主要企業

### 旧安田財閥系列
- みずほフィナンシャルグループ（旧富士銀行・第一勧業銀行・日本興業銀行の統合会社）
  - みずほ銀行（旧富士銀行ほか2行）
  - みずほ信託銀行（旧安田信託銀行）
  - 東京建物
  - 安田不動産（旧安田保善社の不動産部門）
- 明治安田生命保険（旧安田生命保険を承継。三菱金曜会会員企業）
- 損害保険ジャパン(2代目)（旧安田火災海上保険→旧損害保険ジャパン(初代)→損害保険ジャパン日本興亜）
- 東京海上ホールディングス
  - 東京海上日動火災保険（旧日動火災海上保険を承継。三菱金曜会会員企業）
- 帝国繊維
- 日本精工（安田製釘所から独立）
- 安田工業（安田製釘所が前身）
- 安田倉庫
- 四国銀行[19]
- 大垣共立銀行[19]
- 肥後銀行[19]
- ヒューリック（旧日本橋興業+千秋商事、旧富士銀系列色）

### 旧浅野財閥系列
- 太平洋セメント（旧浅野セメント1912〜1947年、旧日本セメント1947〜1998年）[20]
  - エーアンドエーマテリアル（旧浅野スレート1914〜1923年、旧浅野セメント1923〜1947年、旧日本セメント1947〜1951年、旧アサノスレート1951年5月〜10月、旧浅野スレート1951年10月〜2000年）[21][22]
  - デイ・シイ（旧日本高炉セメント1941〜1949年、旧第一セメント1949〜2003年）[23]
- 東亜建設工業（旧鶴見埋立組合1912〜1914年、旧鶴見埋築1914〜1920年、旧東京湾埋立1920〜1944年、旧東亜港湾工業1944〜1973年）[24][25]
- JFEホールディングス（旧日本鋼管1912〜2003年）[26]
  - エクサ（1987年に旧日本鋼管から独立）[27]
  - JFEスチール（旧日本鋼管1912〜2003年）[26]
  - JFEエンジニアリング（旧浅野造船所1916〜1936年、旧鶴見製鉄造船1936〜1940年、旧日本鋼管1912〜2003年）[28]
  - 大陽日酸（旧日本酸素、元三菱系の大陽東洋酸素と合併したため三菱ケミカルHD（旧三菱化学）が主要株主に名を連ねている）
- 常磐興産 - 前身である磐城炭礦社を浅野総一郎が渋沢栄一らと設立[29]。
- 沖電気工業[9]。

### その他、戦時中に旧安田銀行の軍需指定を受けた主要融資先
- 日産系列
  - ニチレイ（旧日本冷蔵）
  - 日油（旧日本油脂、安田財閥の色が強い）
  - 日産自動車

### かつて安田系だった企業
- 小湊鉄道

元安田財閥系、戦後京成電鉄傘下に入るも諸事情により資本独立、同じ安田系の九十九里鉄道と株式持合いへ。
- 昭和海運

日本油槽船（旧安田・旧富士銀系）と日産汽船（旧日産・旧興銀系、旧富士銀とも親密）とが対等合併して誕生。平成のバブル崩壊により経営悪化、準主力行である旧興銀の介入により日本郵船へ吸収合併。
- 日之出汽船

現在のNYKバルク・プロジェクト。元大倉財閥→浅野財閥系で戦後は旧安田系へ傾斜。上記会社と同様バブル崩壊により昭和海運傘下へ。現在は日本郵船の完全子会社。
- 平岡証券

新光証券系の中堅証券会社。昭和後期より旧富士銀行グループとともに傘下に収めていた。しかし、平成不況や21世紀初の金融恐慌（リーマン・ショック）で経営・財務状況等が悪化。結局、2002年10月に同じみずほフィナンシャルグループと親密である藍澤證券（アイザワ証券）に吸収合併。
- キンセキ

後の京セラクリスタルデバイス。元沖電気工業（OKI）グループの一員で、水晶振動機を中心に展開した精密機械メーカー。親会社（OKI）の経営方針等で同社保有株式を大口取引先の一社であった京セラが肩代わり。のちに株式交換により完全子会社化、前述の社名に変更したが、2017年4月1日に京セラに吸収合併。
- 中国鐵道(岡山県)

元安田財閥系中国鉄道初代社長杉山岩三郎、大株主として安田善次郎も名前を並べていた。中国鉄道の主力銀行の二十二銀行を安田銀行が支援した。1909年（明治42年）安田善三郎が取締役就任。1913年（大正2年）初代杉山岩三郎死去後善三郎が社長に就任。杉山家からの依頼で杉山家保有株式を保善社が譲り受け、実質的に安田経営に入る。1944年（昭和19年）6月に鉄道省に買収されるが、1930年（昭和5年）よりバス部門も兼業していたため、買収後は中鉄バスとして今日も岡山県民の足として欠かせない企業グループとして現在に至っている。
- 水戸鉄道（2代）

前身の太田鉄道は水戸市と久慈郡太田町(現常陸太田市)を結ぶために建設された鉄道で開業当初から経営不振であり債権者の十五銀行が設立した水戸鉄道（2代）に譲渡され、1907年（明治40年）8月安田家が全株（2600株）を取得。役員に太田弥五郎（善次郎の妹婿）、杉田巻太郎、藤田善兵衛、安田善之助、安田善彦が就任した。以降経営は順調であったが1927年（昭和2年）12月1日に国有化され水郡線となる。会社は解散した。

## 旧安田系国立銀行（ナンバー銀行）

### 安田銀行に統合された旧国立銀行
- 第三国立銀行（東京）
- 第六国立銀行（福島）
- 第九国立銀行（熊本）
- 第二十二国立銀行（岡山）
- 第三十六国立銀行（八王子）
- 第四十四国立銀行（東京）
- 第五十八国立銀行（大阪）
- 第八十二国立銀行（鳥取）
- 第八十七国立銀行（大橋）
- 第百三国立銀行（山口）
- 第百十八国立銀行（東京）
- 第百三十六国立銀行（愛知）[30]

### 安田銀行に統合されていないが安田系であった旧国立銀行
- 第十七国立銀行(現：福岡銀行)
- 第三十七国立銀行(現：四国銀行)
- 第九十八国立銀行(現：千葉銀行)
- 第百二十九国立銀行(現：大垣共立銀行)[31]

## 病院
安田診療所を1926年（大正15年）9月、現在の千代田区大手町に設立。(現：一般財団法人 松翁会)

### 注
1. ↑  東京湾埋立（現：東亜建設工業）の子会社である鶴見臨港鉄道が敷設した鶴見線は、戦時買収私鉄の一つとして国有化された。駅名にはJR東日本に移行後も、浅野総一郎に由来する浅野駅、浅野家の家紋である扇に由来する扇町駅、安田善次郎に由来する安善駅、白石元治郎に由来する武蔵白石駅が今日まで残り、往時の浅野、安田財閥を偲ばせている[9]。